# Ball Ground
Ball Ground es una ciudad ubicada en el condado de Cherokee en el estado estadounidense de Georgia. En el censo de 2020, su población era de 2,560.

## Demografía
En el 2000 la renta per cápita promedia del hogar era de $45,875, y el ingreso promedio para una familia era de $51,429. El ingreso per cápita para la localidad era de $18,147. Los hombres tenían un ingreso per cápita de $39,125 contra $27,361 para las mujeres.

## Geografía
Ball Ground se encuentra ubicado en las coordenadas 34°20′14″N 84°22′42″O / 34.33722, -84.37833 (30.904846, -84.571013)
Según la Oficina del Censo, la localidad tiene un área total de 3,2 km² (1,2 mi²), de la cual 3,2 km² (1,2 mi²) es tierra y 0 km² (0 mi²) (6.1%) es agua.